# Нотура Дарвіна
Нотура Дарвіна (Nothura darwinii) — птах, що належить до родини тинамо́вих (Tinamidae). Зазвичай зустрічається на високогірних луках у південних Андах у Південній Америці.

## Етимологія
Свою видову назву darwinii птах отримав на честь видатного англійського натураліста Чарлза Дарвіна.  

## Поширення
Поширений на території таких країн Південної Америки, як Перу, Болівія та Аргентина.

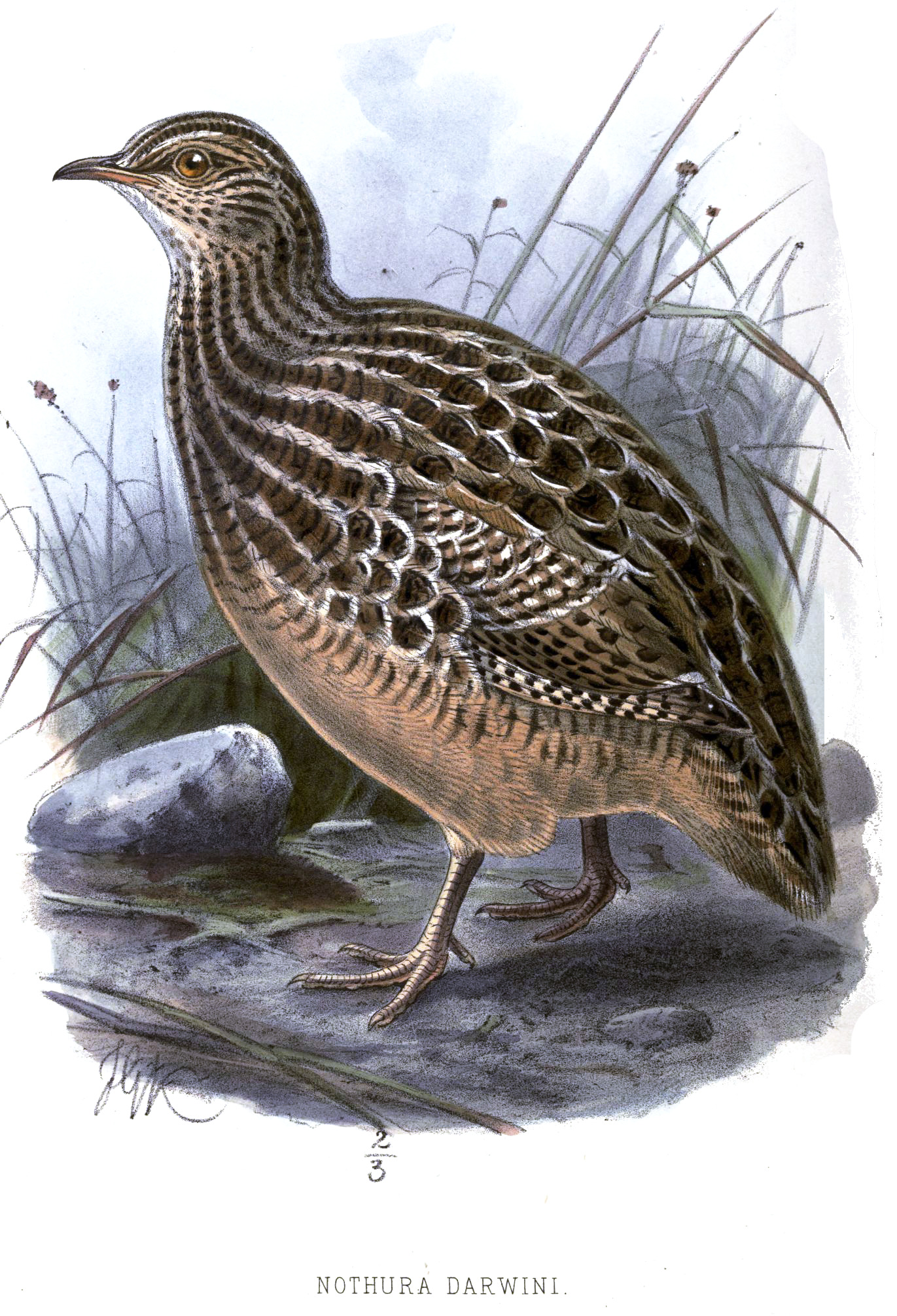
Малюнок із зображенням птаха